# 여름 캠프

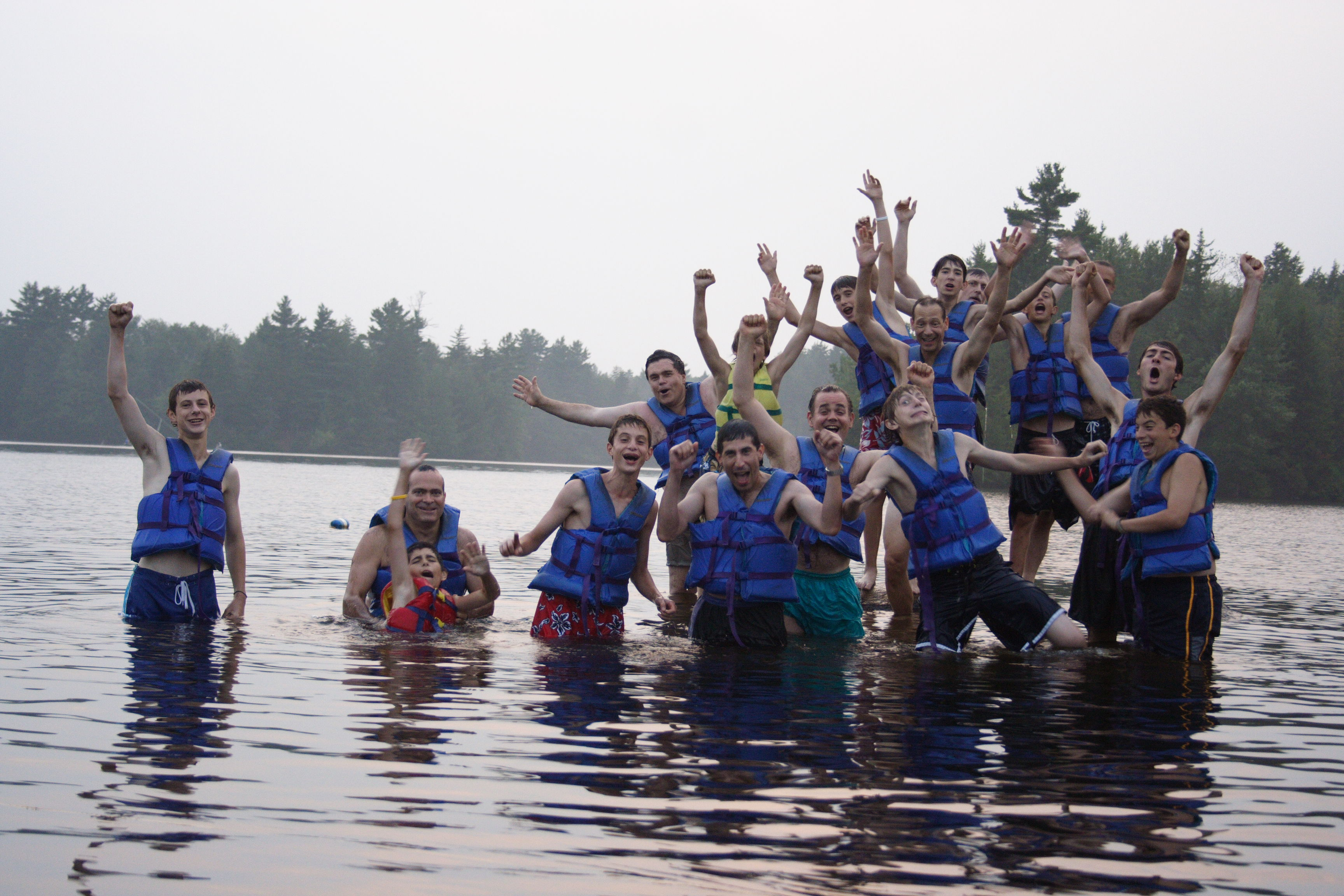
YMCA 호수에서 산책하는 캠핑객들. 여름 캠프 참가자들은 종종 야외 활동을 즐긴다.

여름 캠프(Summer camp)는 여름에 어린이나 청소년이 여름에 캠프를 가는 것을 말한다.
아이들과 청소년들은 보통 1~2주 동안 자연 환경이 조성된 캠프장에서 머물고, 낮에만 참여하는 데이 캠프와 달리, 숙박형 캠프에서는 아이들이 밤에도 머물게 된다. 한편, 여름 학교는 주로 학업 보충을 목적으로 하는 프로그램으로서, 여름 캠프와는 구별된다.
주로 하이킹이나 카누 타기, 캠프파이어 같은 활동이 떠오르지만, 최근에는 음악, 마술, 컴퓨터 프로그래밍, 외국어, 수학, 특수 교육, 체중 감량 등 다양한 전문 분야를 다루는 캠프가 늘어나고 있다.

## 같이 보기
- 여름 방학